# Декшарес
Де́кшарес (латыш. Dekšāres) — населённый пункт в Вилянском крае Латвии. Административный центр Декшарской волости. Находится на реке Малмута неподалёку от железнодорожной станции Варакляны на линии Крустпилс — Резекне II. Расстояние до города Резекне составляет около 39 км.
По данным на 2018 год, в населённом пункте проживало 234 человека. Есть волостная администрация, начальная школа, библиотека, почта, фельдшерский и акушерский пункт, летняя эмтрада, магазин, краеведческий музей.

## История
В советское время населённый пункт был центром Декшарского сельсовета Резекненского района. В селе располагалась центральная усадьба колхоза «Виениба» (с латыш. — «Единство»).